# ボルドー＝サン＝ジャン駅

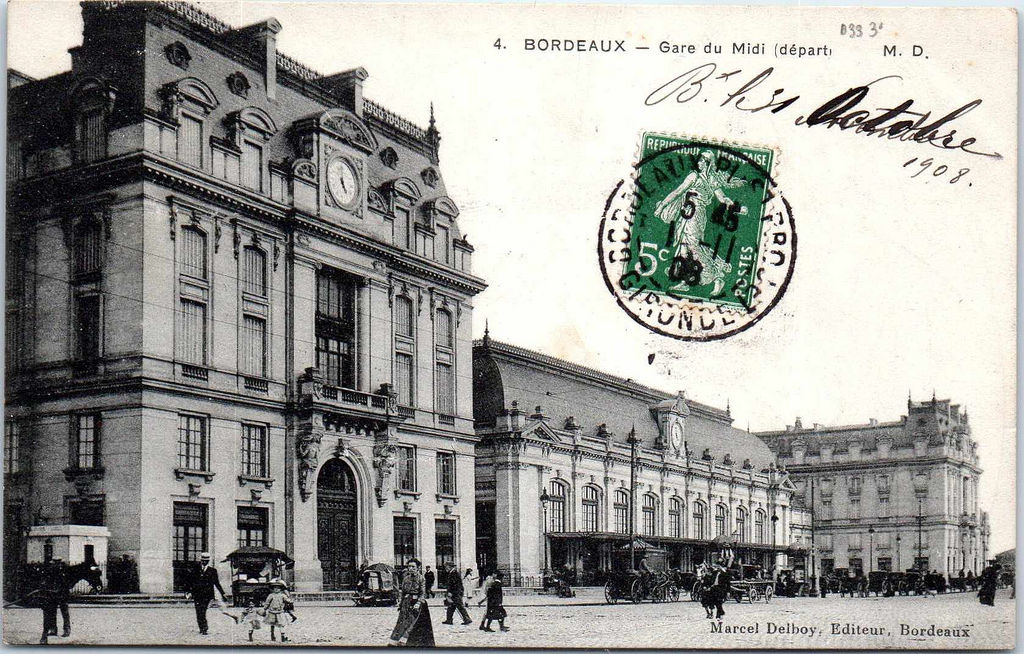
1908年頃の駅舎

ボルドー＝サン＝ジャン駅（ボルドー＝サン＝ジャンえき、フランス語: gare de Bordeaux-Saint-Jean）は、フランス南西部の都市、ボルドーの鉄道駅である。アキテーヌ地域圏最大のターミナル駅。ボルドーにおいては単にサン＝ジャン駅と呼ばれる。スペインやアルカション湾の他、リヨン、トゥールーズ、ナント、ニースといった街とも結ばれている。
ベルジュラック、ペリグー、アングレーム、アジャン、ポー、リブルヌ、ラ・ロッシェル、リモージュ、ポワティエなどの街々との間では列車が頻発している。

## 鉄道上の位置
サン＝ジャン駅はパリのオステルリッツ駅（パリ-ボルドー線）から583.844キロポスト上に位置する。パリモンパルナスからTGVで2時間程で結ばれている。
また、ボルドー-イルン線、ボルドー-セット線の起点ともなっている。シャルトル-ボルドー線も乗り入れる。駅の高度は7mである。

## 歴史
ラ・マルヌ大通り (cours de la Marne) の端に位置する駅は、ボルドー・セギュール (Bordeaux Ségur) 駅の代替としてミディ鉄道によって1855年に建設された。
そののち、19世紀末の鉄道の飛躍的発展により、中央駅として大規模化が必要となり、工事は1889年に始まった。まず初めに到着ホールが1893年に建設され、続いて出発ホールが1897年に建設された。建物全体は1898年に完成した。サン＝ジャン駅は川の右岸にあったオルレアン駅（gare d'Orléans、ボルドー＝バスティード (Bordeaux-Bastide) 駅）の地位を犠牲にし、ボルドーの代表的な駅となった。1934年のミディ鉄道とパリ・オルレアン鉄道の合併はオルレアン駅の終焉に決定的な弔鐘を鳴らした。また右岸にはバスティード駅の上流側にもう1つの駅も存在していた。ボルドー＝デシャン (Bordeaux-Deschamps) 駅は国有鉄道 (compagnie État) の終着駅であった。よって、ボルドーには3つの鉄道会社が乗り入れていたのである。1954年には、右岸における大規模な路線再編が行われた。
出発ホールは2階建分に建設された19世紀の広大なホールであり、巨大なガラス屋根によって照らされている。出発ホール内部にはボルドーとセットを結んだミディ鉄道の路線網が書き込まれた巨大な地図が描かれている。しかし、1980年代の駅改修工事の際、この美しい地図は、2つの空間の間に通路を作るために切断された。切断された部分はピレネー山脈の山塊と、旧ミディ鉄道の山岳路線（特に、アリエージュ県とオード県）の大部分に対応する。プラットフォームを覆うトレインシェッドの設計は、著名な技師ギュスターヴ・エッフェルによるもので、彼はまた親方として（立案者ではない）、ガロンヌ川に架かるエッフェル橋（passerelle Eiffel）の建設工事を指揮した。この鉄橋は2008年まで使用されたが、現在は新たな4線の橋がその役割を果たしている。
金属部分の構築はデデ・エ・ピエ (Daydé & Pillé) 社によって行われた。
駅舎とトレイン・シェッドは1984年12月12日に歴史的記念物として登録された。

### その他出来事

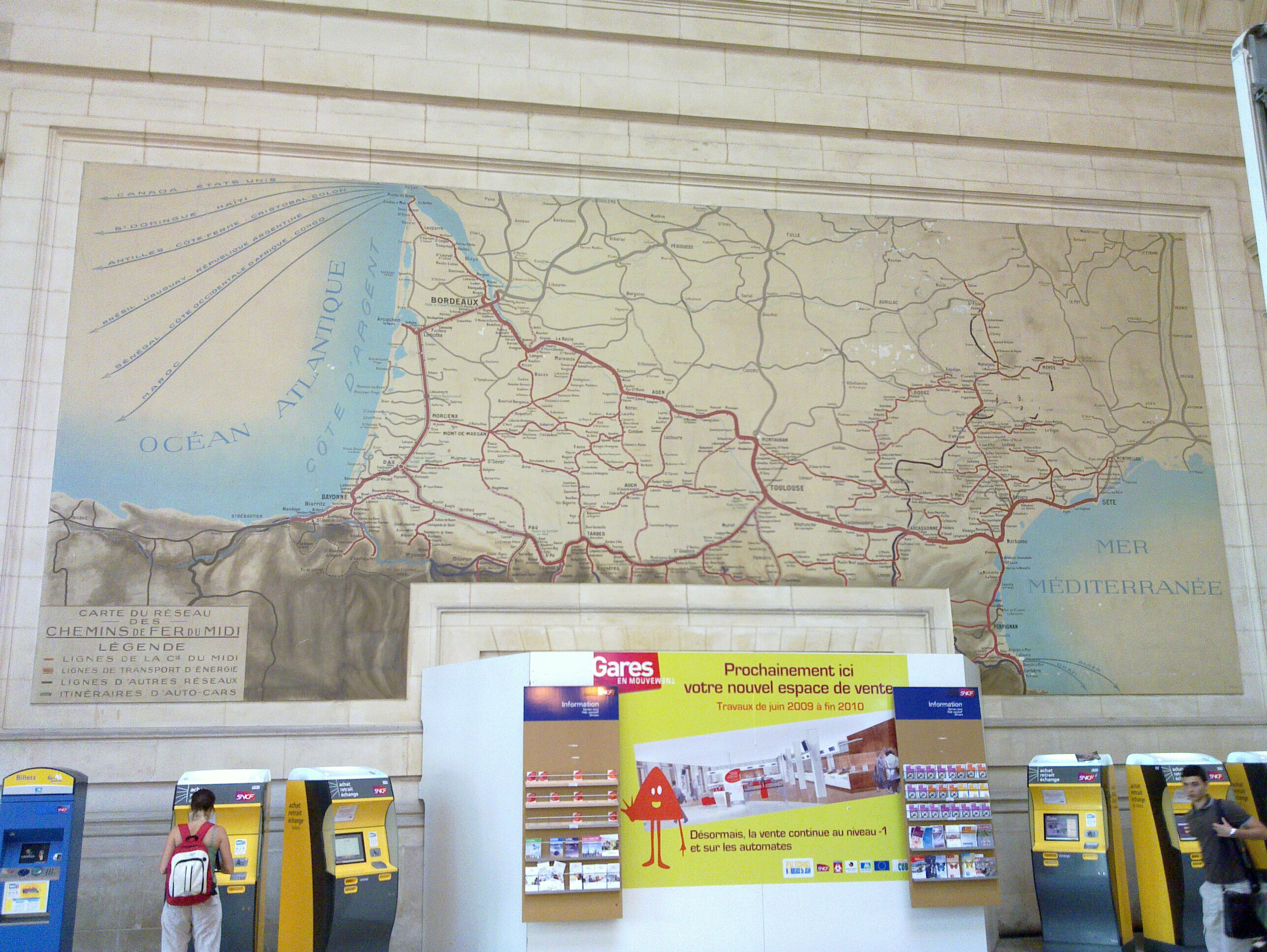
壁に描かれたかつてのミディ鉄道の路線図。（下の部分が隠れている）

- 1852年9月20日、アングレーム、パリ間がパリ・オルレアン鉄道によって開業。
- 1855年5月31日、ボルドー＝サン＝ジャン - ランゴン線がミディ鉄道によって開業。
- 1860年9月1日、パリ・オルレアン鉄道とミディ鉄道の駅間で連絡開始。
- 1954年5月13日、RGP2のX 2701とXR 7701（X2700形）によりボルドー、リヨン間が結ばれる
- 1970年12月17日、リヨン＝ヴェーズ車庫のRGP2（X2700形）がGB/BG運用（ジュネーヴとボルドーをモンリュソン、リモージュ経由で結んでいた）で最終運用。
- 1971年5月23日、欧州横断特急「アキテーヌ」 (TEE Aquitaine)、パリ＝オステルリッツ駅、ボルドー間で運行開始、CC6500形電気機関車牽引でグラン・コンフォール客車によって編成されていた。
- 1974年5月26日、リヨン、ボルドー間にて、RTG形ターボトレインによる初営業運転。
- 1984年5月30日、TEEアキテーヌ、パリ＝オステルリッツ、ボルドー間最終運行日。
- 1990年9月25日、ボルドー、パリ間でTGV営業運行開始、所要時間2時間58分。
- 2003年8月12日、CC72059号ディーゼル機関車（CC72000形）が、4490/1列車「ヴェンタドゥール」(Ventadour) を、ボルドー、グルノーブル間クレルモン＝フェラン、リヨン経由で牽引。
- 2004年12月11日、ターボトレインRTG形、リヨン、ボルドー間で最終運行。
- 2007年12月9日、X72500形、リヨン - ボルドー間をリムーザン地域圏、ローヌ＝アルプ地域圏のモンリュソン、ゲレ、リモージュ経由で運行開始。

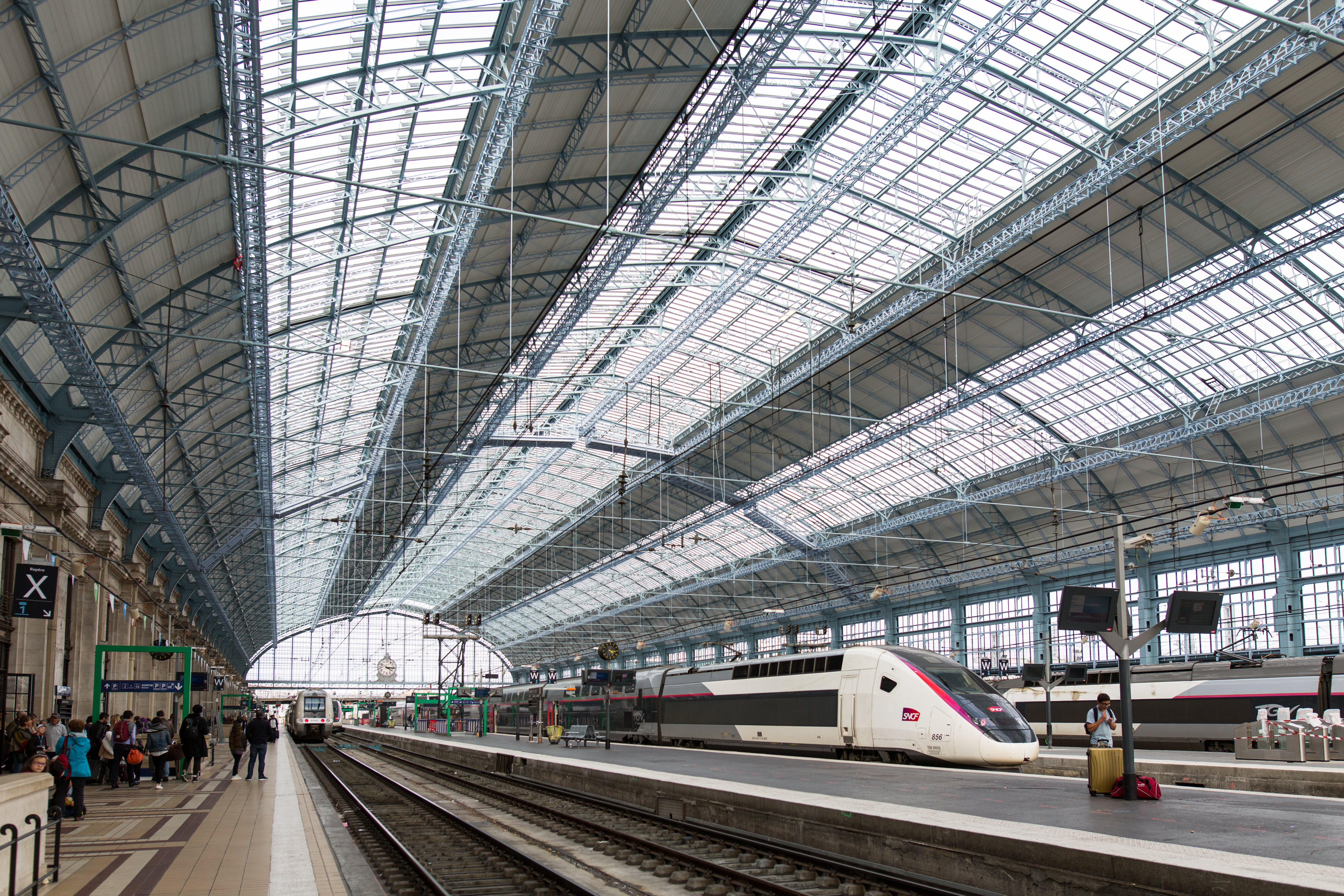
ボルドー＝サン＝ジャン駅の大屋根（トレイン・シェッド）

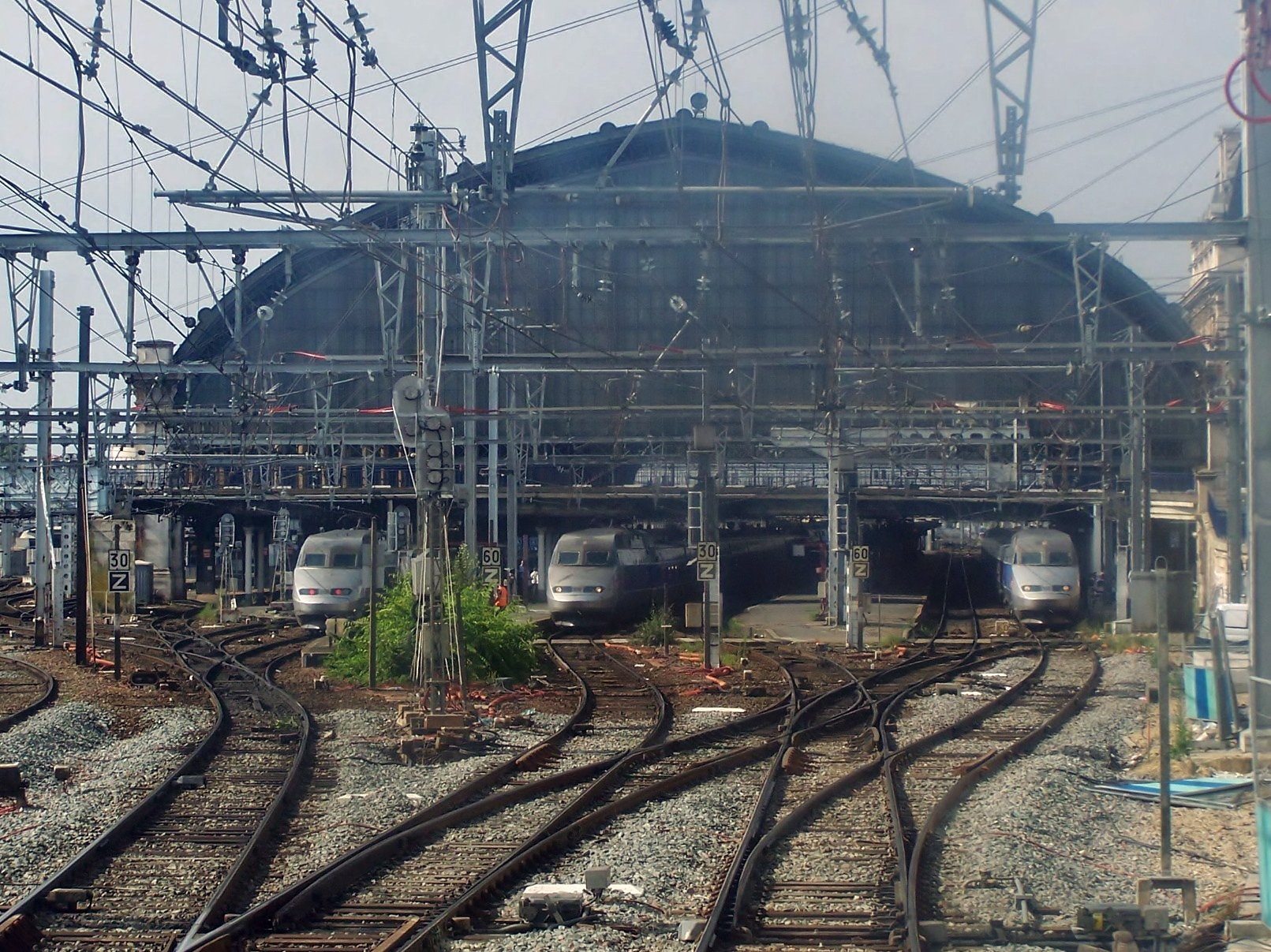
ガロンヌ川側

## 計画と事業

### 駅改修
駅の北側では、通過時速が30kmに制限されていた2線のエッフェル橋がボルドーにおいてガロンヌ川を渡ることの出来る唯一の鉄道橋であった。スノン (Cenon) 分岐点までの他の区間は平面交差を含む2線であった。このすべてがフランス北部を発着する列車による線路容量飽和状態をもたらすボトルネックであり、「ボルドーの鉄道渋滞」 (bouchon ferroviaire de Bordeaux) と呼ばれた。4線を備える新たな橋がRFFにより建設された。このうちの2線が最高時速を60kmに制限して、2008年5月11日日曜日に部分的に開通した。4線での最終的完成は2010年である。
所有者であるRFFによって検討された旧橋の取り壊しは、ユネスコによるボルドーの世界遺産登録を延期させる危険性を伴った。しかしながら、RFFは団体に譲渡する準備があると表明した。文化省は2008年6月に審議入りを1年間延期した。この年の間に、この建造物を維持するのにいくらかかるのか、そして歴史的記念物に指定されるべきか否かを評価する研究が本格化した。
いくつものプロジェクトがそのトラムや歩行者用の橋としての再利用や文化ギャラリーへの転換、ボルドーの入口の象徴として垂直に配置するなどの案を提案した。その数々の仮定におけるコストは公衆立入の許可の有無によって1620万から2230万ユーロと試算された。
2008年6月、橋の両端部を分解することになった。これは隣接する新橋を開業させるために必要な行程であった。その結果、水面は全て越えるが、両岸は結ばないという珍しい配置がもたらされた。
2009年6月、歴史的記念物リストへ登録する条例がジロンド県知事によって署名された。この条例により、以後の橋の解体は禁止された。
今では2013年のヨーロッパ文化首都へ向けたボルドーの計画の一環として改修される3つの歴史的景観の一角（占領期にドイツによって建設された潜水艦基地とともに）を成している。
鉄道の線路容量緩和を目指して行われる事業はまた、ボルドー＝ブノージュ駅（gare Bordeaux-Benauge、ガロンヌ川右岸に位置していた）を、TER路線網とトラムA線（TBC路線網）の乗換を可能にするスノンの交通センターに移設した。この交通センターは2007年9月に運用を開始した。

### 高速新線
2017年のLGV南ヨーロッパ大西洋線の建設はボルドー - パリ間の所要時間を2時間に短縮した。この路線のマドリード、リスボン方面への延長は、北ヨーロッパの国々と南ヨーロッパの国々の間の連絡を確固たるものとする。さらに、LGVボルドー-トゥールーズ線は全区間をボルドーから1時間で結び、ボルドーから地中海沿岸地域やローヌ川流域地域を結ぶ新たな連絡路を開くことになる。
この高速鉄道路線はSNCFによれば、現在800万人の年間旅客数を2000万人まで増加させることが可能である。

## 発着する列車
- TGV Atlantique

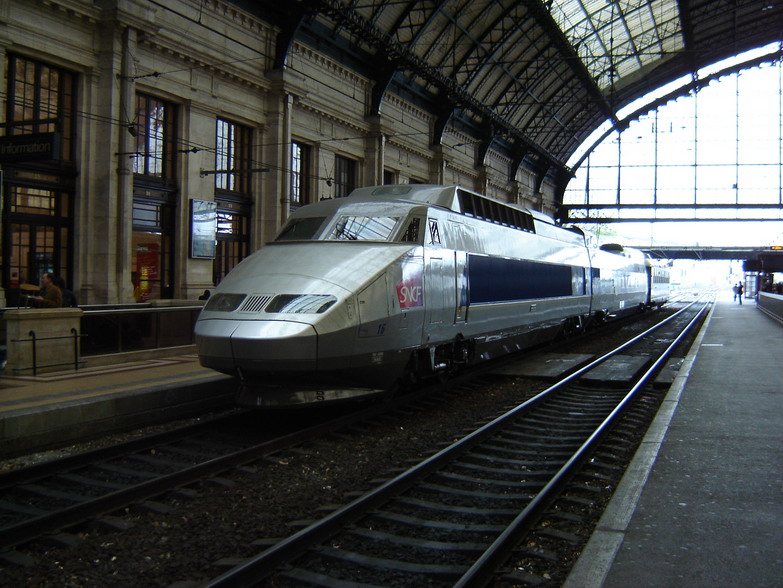
サン＝ジャン駅におけるTGV

  - パリ - サン＝ピエール＝デ＝コール - ポワティエ - アングレーム - リブルヌ - ボルドー
  - パリ - ボルドー - アジャン - トゥールーズ
  - パリ - ボルドー - アルカション
  - パリ - ボルドー - ダクス - アンダイエ / タルブ
  - アンダイエ / トゥールーズ - ボルドー - マッシーTGV - マルヌ＝ラ＝ヴァレ＝シェシー - シャルル・ド・ゴール空港 - リール・ユーロップ - ブリュッセル
  - ボルドー - マッシーTGV - マルヌ＝ラ＝ヴァレ＝シェシー - シャンパーニュ＝アルデンヌTGV - ロレーヌTGV - ストラスブール
  - ボルドー - トゥールーズ - モンペリエ - リヨン - ディジョン

- コライユ・テオズ及びコライユ・アンテルシテ
  - ボルドー - トゥールーズ (アンテルシテ)
  - ボルドー - アンダイエ (アンテルシテ)
  - ボルドー - タルブ (アンテルシテ)
  - ボルドー - ラ・ロッシェル - ナント - カンペール - (レンヌ) (アンテルシテ)
  - ボルドー - ユセル (Ussel) - クレルモン＝フェラン (アンテルシテ)
  - ボルドー - リヨン (アンテルシテ)
  - ボルドー - トゥールーズ - モンペリエ - マルセイユ - ニース (コライユ・テオズ)

- TERヌーヴェル＝アキテーヌ（フランス語版）
  - ボルドー - アルカション線
  - ボルドー - サント線
  - ボルドー - モン＝ド＝マルサン線
  - ボルドー - マルマンド - アジャン線
  - ボルドー - ペリグー - リモージュ線
  - ボルドー - ポーイヤック - ル・ヴェルドン 線
  - ボルドー - ベルジュラック - サルラ線
  - ボルドー - リブルヌ - アングレーム線
  - ボルドー - リブルヌ - ペリグー - ブリーヴ＝ラ＝ガイヤルド線
  - ボルドー - ダクス - ポー - タルブ線
  - ボルドー - ダクス - バイヨンヌ - アンダイエ線

- コライユ・ルネア
  - アンダイエ / イルン (週末と休暇期間) - ボルドー - ニース

## 接続

### TBC
- トラム
  - C線 レ・ゾビエール (Les Aubiers) - ベグル・テル・ヌブ (Bégles Terre Neuves)

- バス

| Liane | 9  |                  | サン・ジャン駅 (Gare Saint Jean) - ブランダンビュール (Brandenburg) |
| Liane | 10 |                  | ブリアック商業センター (Bouliac-Centre Commercial) – グラディニャン＝ボーゾレイユ(Gradignan-Beausoleil) |
| Liane | 11 |                  | ベグル＝リヴ・ダルサン (Bègles-Rives d'Arcins) – メリニャック＝ジ・デュ・ファール (Mérignac-ZI du Phare) または メリニャック＝ボーデセール (Mérignac-Beaudésert) または ル・エラン＝5シュマン (Le Haillan-5 Chemins) |
| Liane | 16 |                  | サン＝ジャン駅 - メリニャック・サントル（ルネ・コティ）(Mérignac Centre (René Coty)) |
| Nuit  | 58 | 木曜から土曜のみ | ボルドー＝ポン・サン・ジャン (Bordeaux-Pont St Jean - グラディニャン＝ヴィラージュ6-IUT (Gradignan-Village 6-IUT) |

### ジロンド県交通網 (Réseau Trans Gironde)
| 601 | サン＝ジャン駅 (Gare Saint-Jean) または カンコンス (Quinconces) – サン＝ジャン＝ディヤック＝ル・ラ (Saint-Jean-d'Illac-Le Las) または レグ＝カップ＝フェレ＝サル＝デ＝スポールまたはレグ＝カップ＝フェレ＝ラ・ポワント(Lège-Cap-Ferret -Salle des Sports または -La Pointe) |
| 701 | サン・ジャン駅(Gare Saint-Jean) または サント＝エレーヌ＝ブール (Sainte-Hélène-Bourg) - ル・ポルジュ＝エグリーズ または ル・ポルジュ＝オセアン (Le Porge-Eglise ou -Océan)                                                                                                  |
| 702 | サン・ジャン駅 (Gare Saint-Jean) または メリニャック・サントル (Mérignac Centre) – ラカノー＝ロンガリース (Lacanau-Longarisse) |